# Crisi d'identitat
"Crisi d'identitat" (títol original en anglès "Identity Crisis") és el divuitè episodi de la quarta temporada de la sèrie de televisió de ciència-ficció estatunidenca Star Trek: La nova generació, i el 92è de tota la sèrie. Es va emetre originalment en redifusió als Estats Units el 25 de març de 1991. Va ser dirigida per Winrich Kolbe.
Ambientada al segle XXIV, la sèrie segueix les aventures de la tripulació de la nau de la Flota Estel·lar de la Federació Enterprise-D sota el comandament del capità Jean-Luc Picard. En aquest episodi, el tinent comandant Geordi La Forge una vella amiga es retroben i descobreixen que han passat esdeveniments inquietants als membres d'una missió d'un equip a superfície en què es trobaven.

## Trama
L'amiga i antiga companya de tripulació de Geordi La Forge, la Tinent Comandant Susanna Leijten, ha pujat a bord de l' Enterprise-D. Està preocupada per una missió anterior, en què ella, Geordi i tres companys de tripulació de l'USS Victory formaven part d'una missió al planeta Tarchannen III; tots els seus companys de tripulació han abandonat els seus llocs, han robat transbordadors i han intentat tornar, deixant Leijten i La Forge com els únics no afectats. Picard ordena que la nau vagi a Tarchannen III; allà, troben una de les naus robades, operada pel tinent Hickman, intentant aterrar. L' Enterprise no pot establir comunicació amb Hickman, i la nau és incinerada durant l'entrada atmosfèrica.
A la superfície, Leijten i La Forge descobreixen una altra llançadora buida; es veuen petjades estranyes a prop. Leijten comença a sentir-se malalt i tornen a l' "Enterprise". Leijten millora immediatament, però la Dra. Crusher troba proves de pell alienígena al cos de Leijten, no autòctona del planeta. Mentre revisa les dades de l'equip original de la "Victory", Leijten es posa nerviosa, insisteix que tornin al planeta i comença a mostrar venes blaves brillants al cos, tres dels seus dits es fusionen a cada mà i les seves ungles es converteixen en urpes. A la infermeria, la Dra. Crusher restringeix Leijten, determina que està mutant en una altra espècie i es preocupa que aquest destí també li passi a La Forge. La Forge continua estudiant les dades i descobreix una anomalia a l'enregistrament original de la missió. S'adona d'una ombra que no sembla pertànyer a ningú de la missió. Començant a sentir els mateixos efectes que Leijten, La Forge fa que l'ordinador utilitzi les dades de la missió per recrear l'escena a la holocoberta. Eliminant els membres de la missió de l'escena, aconsegueix descobrir que el seu equip es trobava en presència d'una criatura humanoide alienígena invisible que va crear l'ombra. S'assembla a allò en què Leijten estava mutant. De sobte, entra en convulsions i aviat muta en una criatura alienígena. A causa de la seva nova invisibilitat, Geordi evadeix fàcilment els sensors de l' "Enterprise" i es transporta a la superfície.
La Dra. Crusher descobreix que la metamorfosi de Leijten va ser provocada per un paràsit alienígena que era capaç de sobreescriure l'ADN del seu hoste; eliminant el paràsit torna ràpidament a la normalitat. Leijten li diu a la Dra. Crusher que col·locar el paràsit a l'hoste és el mètode de reproducció dels alienígenes. Leijten s'uneix a l'equip a la superfície que busca La Forge, perquè (havent patit prèviament la metamorfosi) podrà rastrejar-lo. Utilitzant llum ultraviolada, descobreixen diverses de les criatures, tots membres mutats de la colònia i els antics membres de la tripulació de la "Victory". Leijten en reconeix un com a La Forge i aconsegueix convèncer-lo d'allunyar-se i portar-lo de tornada a la nau, on es cura de manera similar. Tanmateix, els altres tripulants han estat mutats durant massa temps per ser salvats, i es queden enrere al planeta; Picard ordena que es col·loquin balises d'alerta en òrbita per protegir les criatures (i evitar que més víctimes siguin mutades).

## Repartiment i doblatge al català
La sèrie va ser doblada al català pels estudis Tramontana (primera part) i Soundtrack (segona part) i emesa a TV3 l’any 1991. Els dobladors de l'episodi foren:
| Personatge                | Actor/actriu     | Veu en català        |
| ------------------------- | ---------------- | -------------------- |
| Jean-Luc Picard           | Patrick Stewart  | Joan Crosas          |
| William Riker             | Jonathan Frakes  | Antoni Forteza       |
| Data                      | Brent Spinner    | Joaquim Sota         |
| Geordi La Forge           | LeVar Burton     | Aleix Estadella      |
| Worf                      | Michael Dorn     | Enric Arquimbau      |
| Beverly Crusher           | Gates McFadden   | Aurora Garcia        |
| Deanna Troi               | Marina Sirtis    | Victòria Pagès       |
| Comandant Susanna Leijten | Maryann Plunkett | Maria Jesús Lleonart |
| Alyssa Ogawa              | Patti Yasutake   | Isabel Muntaner      |
| Hendrick                  | Dennis Madalone  | Xavier Casan         |
| Brevelle                  | Paul Tompkins    | Manel Català         |
| Graham                    | Mona Grudt       | ?                    |
| Paul Hickman              | Amick Byram      | ?                    |

## Guió
L'episodi està basat en un esborrany de guió no sol·licitat de Tim de Haas. De Haas va escriure més tard el guió de "La fàgia" l'episodi cinquè de la primera temporada de Star Trek: Voyager. Aquests han estat els seus dos únics guions.
La història original va ser revisada en profunditat per Brannon Braga. Originalment, se suposava que serien dos personatges convidats els que es transformarien, però Braga va decidir transferir això a La Forge perquè considerava que aquest personatge havia estat descuidat fins ara. Una història d'amor planificada entre La Forge i Leijten es va convertir en una amistat, ja que la vida amorosa (bastant infeliç) de La Forge ja s'havia tractat en diversos episodis anteriors.

## Recepció
L'episodi va ser nominat a un Premi Primetime Emmy el 1991 per "Millor assoliment en maquillatge per a una sèrie".
Keith DeCandido va qualificar "Crisi d’identitat" a "tor.com" el 2012 com un episodi de "Star Trek: La nova generació" lleugerament per sobre de la mitjana. Li agradava la idea d'explorar la història de La Forge i el misteri que calia resoldre. Tanmateix, a DeCandido li semblava increïble que La Forge estigués duent a terme la investigació pràcticament sol. Com a molt tard quan Leijten va emmalaltir, se li hauria d'haver assignat un guàrdia o un metge. També va trobar igualment increïble el mètode de reproducció de Tarchanne, que es basa completament en visites extraterrestres al planeta.
El 2012, aquest episodi va ser destacat per Forbes, com una selecció alternativa entre els deu millors episodis de Star Trek: La nova generació. El van descriure com a "ple de suspens i esgarrifós".
El 2012, la revista Wired va dir que aquest era un dels millors episodis de Star Trek: La nova generació.
El 2020, ScreenRant a classificar aquest com el sisè episodi més espantós de Star Trek: La nova generació, qualificant-lo d' "episodi terrorífic".

## Mitjans casolans
Aquest episodi es va publicar amb la caixa del DVD de la quarta temporada de Star Trek: La nova generació, llançada als Estats Units el 3 de setembre de 2002.